# 達爾文遊戲
《達爾文遊戲》是日本漫畫家組合FLIPFLOPs繪製的懸疑類型日本漫畫，於《別冊少年CHAMPION》2013年1月號到2023年11月號連載。截至2022年1月，漫畫單行本的銷售量已達到750萬冊。本作的改編電視動畫由Nexus製作，於2020年1月3日由AT-X電視台首播。

## 故事大綱
高中生須藤要某天收到同學邀請，遊玩名為「達爾文遊戲」的APP遊戲，因此被捲入一場涉及生死的超能力戰鬥。

## 登場人物

### 黃昏烏鴉
英文名：Sunset Ravens。由阿要和朱夏、鈴音為主建立的血盟，血盟紋章為一隻展開翅膀的烏鴉。名字是鈴音以外的其他成員私自決定的（朱夏認為黑黑的很可愛、隆二認為烏鴉很頑強、小翠認為烏鴉很溫柔），最初為「尋寶生存戰」中為了對抗ACE而臨時組成的同盟，生存戰結束後才正式建立。在消滅ACE後於其原本地盤的澀谷地區，成為當地新的黑道（外界認為），並且布局了整個遊戲的新秩序。現存成員一共有7名，其中士明是擔任要的異能指導者，而原成員柊一朗在「尋寶生存戰」中壯烈犧牲，故事後期有「三位一體」血盟與日本邑原住民加入後，其組織發展進而整體擴大。
須藤要（聲：小林裕介（日本）；王辰驊／宋昱璁〈異能中的鑄造師〉（台灣））
年齡：17歲。玩家ID名：阿要，玩家階級：A4，玩家排名：日本地區第三名，血盟：無→黃昏烏鴉（Sunset Ravens）。
本作男主角，普通高中生。母親已故、父親長期在海外工作，獨居於公寓中，狩獵遊戲篇結束後，階級一口氣升級至A級玩家中的A4，日本排名第三的玩家，武器主要為貝瑞塔92手槍。
無意間收到了好友京田發出的D-game求救訊息而成為玩家，起初雖然完全不理解遊戲，但仍然在朱夏的提示下擊敗了新人殺手「熊貓君」，後來從朱夏那裡知道遊戲的內容後，又在之後打敗「不敗女王」朱夏而成為備受注目的新人，並開始與朱夏行動。
在「尋寶生存戰」與朱夏失散後，與鈴音在旅館大廈中初次見面，並運用兩人的異能從柊一朗的追殺中逆轉而勝，事後創立新血盟進而對抗「ACE」血盟，並且破解遊戲通關的方法，贏得活動的遊戲勝利，更是藉由從營運方交涉而得到了特權能力「勝者全收」（Winner Take All）。
「尋寶生存戰」結束後與在活動中結交的夥伴正式建立起自己的血盟：「黃昏烏鴉」，由他擔任盟主，與丹上鬥拳俱樂部聯盟，並從拳鬥俱樂部中學習格鬥技術，故事後期經由老管家士明的訓練下，練成了自己的一套暗殺術與格鬥術。起初基礎戰鬥體能不高，但膽大心細，總可以想出特別的方法克敵制勝，被雪蘭稱讚：「雖然不足臥龍，但可以是鳳雛。」後來也在逐漸累積自己的戰鬥能力。
一開始把D-game跟現實生活分開，行動較為保守溫和，直到後來在王的挑釁之下率領血盟成員跟ACE進行血盟戰，在人質救出作戰中，另一位朋友篠塚被ACE的王五馬分屍虐殺後將其裝箱，才真實明白這個遊戲的殘酷而改變作風，原本不殺生的他轉眼間變得冷血，對敵人會心狠手辣、殘酷無情，在王死後便下定決心要結束D-game以及"擋路者殺無赦"。對於夥伴或朋友會相當保護，不再把兩個世界分開來看，以完全沒有犧牲的情況下將對方殲滅，至此成為了GM的特別觀察對象。
在狩獵遊戲中和奧茨行動，為了保護他而隻身對抗一隻多目，雖然陷入險境但被日本邑的利克所救，兩人被他帶回日本邑，和奧茨、西鄉武、西鄉亞莉莎及朧一起被視為能夠於滅亡的危機中拯救日本邑的五名勇者之一，但後來被認為是殺害邑中小孩的金平保險組織的同夥而全員被抓起來拷問，被迫和利克進行神明決鬥證明清白，所幸過程中在永的幫助下洗刷嫌疑，讓日本邑所有人撤離後五人對抗金平英明率領的100名玩家軍隊，成功壓制對方的進攻，並且在利克的協助下擊敗金平迫使對方逃亡。後來從「日本邑的GM」得知部分D-game的秘密，並且在朧向GM的要求下成為「狩獵遊戲」的贏家。
在特殊活動「與海賊王的決鬥」前，對朱夏的感情正式回應喜歡，與其確立了真正的戀人關係並共度春宵。海賊王決鬥篇時識破了規則上的漏洞，加上侯羽帶領的鬼人族菁英極為強力，判斷為打不贏的情況於是採取兩面政策，將「限制時間」完全控制後逼迫鬼人族將軍侯羽「以款待的形式接受敵人的投降」，使侯羽不但將阿要等人接到異世界，更以上賓對待阿要等人。
異世界篇時，與朱夏無意間救了鬼人族皇帝菊理，而被菊理任命他與朱夏兩人為皇室護衛軍，也就是皇帝的貼身保鑣，爾後阿要從中判斷菊理正是該世界的GM，並與朱夏從菊理口中得知了異世界的D-game部分真相，之後與朱夏一起接受了空木的異能訓練，得知了自己的異能「火神槌」的根源。後因東京出現奇異的怪獸始其在東京氾濫並造成恐慌，被日本GM強制從異世界帶回東京，與朱夏等人分離。回日本與其黃昏烏鴉成員會合，才發現時間已過了5年。
為了改變混沌之鼠橫行的世界，在成為GM的鈴音的幫助下回到過去。在最終決戰中成功把幕後黑手白金斬殺連同把混沌之鼠所在的世界枝一併切除，之後在世界第一代的管理者的幫助下回到原本所在的世界線，和其他「黃昏烏鴉」的夥伴們重逢。
在人氣投票中得到第5名
異能：「火神槌」（ヒノカグツチ）
故事開始時能力所屬為新系統，尋寶生存篇結束後被GM賦予名字並歸類屬性，基礎上為複製物品，但性質更接近於創造「實體幻影」，發動條件為「理解所要創造的物品」，起初阿要本來是需要觸碰物件才能進行記憶保存並複製，後期故事則不需要碰觸就可直接創造；物品實體化最大有效距離範圍是2公里，且同時創造多樣物品時，有效距離會大幅減少，異界篇接受空木的訓練後，創造出來的物品可永久保存，屬念動系異能中的具現化能力。
特權能力：「勝者全收」（Winner Take All）
可將個人戰及血盟戰的賭注強制為全面下注（All In）狀態，贏家可將輸家的所有金錢、點數、財產全都沒收，而贏家的點數一旦比對方多且勝利的話，則會直接消滅輸家。
狩野朱歌（聲：上田麗奈（日本）；李昀晴（台灣））
年齡：16歲，玩家ID名：「朱夏（又譯為：珠華）」，玩家階級：A4，玩家排名：日本地區第五名，血盟：無→黃昏烏鴉（Sunset Ravens）
本作女主角，日歐混血美少女高中生，穿着紅色哥德蘿莉裝、再加黑褲襪，一個人住在豪華公寓的頂樓，親眼目睹父母在D-game身亡，但復仇不是她的主要目的，而是為了將這個遊戲的發明者殺掉。自參加D-game以來連續獲勝49場，稱霸了整個六本木，因此有著「不敗女王」的外號。武器主要為特製的鋼甲鎖鏈，會因為戰鬥要求而改變樣式，能頂著可愛的臉蛋像收拾垃圾一樣將對手殺掉。说话时偶尔会在尾局加上「喵」字。
於觀察新玩家群中注意到了阿要的存在，阿要將京田的班導新人殺手「熊貓君」擊敗後，決定測試阿要的實力並說服其合作，但在阿要的舉動造成誤會後決定將阿要殺死，結果被阿要以計謀反制，也得知阿要是真正的新人玩家，於是決定協助阿要，並發誓永遠順從他。
後來在「尋寶生存戰」中中了屬性相剋的A級玩家「小翠」的陷阱，陷入生死難關中，但在阿要的捨身搶救（和人工呼吸）之下救回，喜歡上了對方，並且當場獻吻。活動結束後和阿要與其他夥伴建立「黃昏烏鴉」，成為了血盟中的核心戰鬥力。
在阿要被雪蘭擄走後率領當時整個血盟成員追擊，對上雪蘭，並且在阿要的計策下成功使對方認輸。相較於潛力逐漸被開發出來的阿要，雪蘭表示朱夏的戰鬥技巧是她自己獨力完成的類型，是她與士明都無法教導的、真正的天才類型。
在「黃昏烏鴉」與ACE展開血盟戰時誘導王離開前線進入自己設下的陷阱中，操控震動的鐵絲切斷其四肢。在「狩獵遊戲」中，和「三位一體」的負責人戴蜜絲以血盟做為賭注賭阿要能以第一名贏得遊戲，並且隨著阿要的勝出而賭贏，血盟也因此更加壯大。
一開始的性格相當大膽開放，但在阿要的影響下也逐漸開始懂得小心。對於阿要身邊的女人相當厭惡。在特殊活動「與海賊王的決鬥」前，和阿要確立了真正的戀人關係並共度春宵。
異世界篇時，與阿要無意間救了鬼人族皇帝菊理，而被菊理任命她與阿要兩人為皇室護衛軍。後因東京出現奇異的怪獸始其在東京氾濫並造成恐慌，阿要被日本GM強制從異世界帶回東京，朱夏被迫與阿要分離，但在阿要與混沌之鼠Emulator對戰面臨危機時及時回到阿要身邊。
在要穿越後在D-game的發佈會中迎擊混沌之鼠。
在人氣投票中得到第3名
異能：「荊棘的女王」
能夠隨意控制條、線狀物體並進行不規則活動，破壞力會依照持有的物品而定，屬念動系異能。
柏木鈴音（聲：大森日雅（日本）；楊詩穎（台灣））
年齡：13歲→18歲（83話~），玩家ID名：鈴音，血盟：無→黃昏烏鴉（Sunset Ravens）
女中學生。曾在「解析屋」的自由情報機構活動，被稱做「分析家」的情報販子，加入血盟後為休業狀態。武器為M24狙擊步槍，配合自身異能可準確命中2000M以外的目標（可能是利用了其異能增加命中機率）。
擁有相當卓越的情報蒐集與統整能力，具有第一手情報，在阿要擊敗朱夏的第一時間就得知，並且推測他的異能不是「隔空取物」而是不知名的新系統。在血盟中主要負責後方支援，本身戰鬥能力有限，本人也表示在遇見阿要之前幾乎都是逃亡才活下來的。相當慶幸自己在生存戰中遇到阿要。
初次與阿要見面是在「尋寶生存戰」中，邀請阿要一同突破被柊一朗支配的旅館大廈以及對抗來襲的隆二一夥，以異能「世界函數」打破僵局，製造阿要與柊一朗正面單挑的機會，隨後為了對抗ACE而與其兩人聯手組成暫時的血盟，但因為阿要和隆二去營救中計的朱夏而無法行動，最後在ACE進攻所在的大樓時說服不了柊，被迫丟下柊而撤退，後來藉由異能推測出「尋寶生存戰」的通關密碼關鍵。活動結束後和阿要一同建立血盟「黃昏烏鴉」，並且透過金平保險協會和柊一朗在醫院中的女兒柊鈴音接觸，將柊的死亡保險賠償金的三億日元支票交給她。
人質救出作戰中從阿要口中得知了篠塚的噩耗，預感阿要會因此性情大變而安撫他，但此時有了覺悟的阿要堅決執行殲滅戰，引起了她的擔心。
狩獵遊戲後開始對D-game進行全方面的分析，開始長時間待在情報分析室中。
在至道臨也死後，成為新的GM。
在要穿越後在D-game的發佈會中迎擊混沌之鼠。
在人氣投票中獲得第1名
異能：「世界函數」（ラプラス）
能力為擁有無限的計算能力，能對可見物在一定程度上進行預知，其命名源自於「拉普拉斯的惡魔」，必要時可以藉由睡眠進入內界觀測，徹底從腦中潛意識裡解析全世界的知識情報，進而計算及尋找答案。
前坂隆二（聲：八代拓（日本）；吳文民（台灣））
年齡：21歲→26歲（82話~），玩家ID名：「隆二（又譯為：龍司）」，血盟：未知→無→黃昏烏鴉（Sunset Ravens）
男大學生。擁有軍事知識及作戰能力，曾與弟弟組成血盟，在弟弟被「ACE」殺害後一直伺機復仇，於個人戰中的戰績為27戰19勝。武器為彈鼓式RPD輕機槍，為常規武器。
在「尋寶生存戰」中完敗過阿要，並放過其性命，但隨後中了柊一朗藏在電梯中的植物陷阱後遭其洗腦，成了被操縱的棋子後追殺阿要與鈴音，直到阿要打敗柊一朗後解除洗腦，阿要放他離開之前聽說鈴音欲成立新血盟後討伐「ACE血盟」一事，立刻改變心意加入阿要等人一同對抗「ACE」血盟，活動結束後和阿要一同建立血盟「黃昏烏鴉」。在與ACE的血盟戰中和阿要一同殺入對方倉庫，將在場的十多名敵人屠殺殆盡，之後又和他圍堵從朱夏的陷阱中逃出來、已經身負重傷的王。
在柊鈴音和「橄欖樹」血盟成員「毒藥師」天笠對戰時，率領小翠一同支援柊鈴音，利用異能識破天笠的謊言後將其槍殺。
和利克前往圈外村查看時，被當地寵物鸚鵡以異能製造出的土偶襲擊並中彈，但因小翠的急救而保住性命，之後做為誘餌從公寓中逃出，為奧茨和小翠爭取時間找出發動攻擊的人。
在要穿越後在D-game的發佈會中負責識別混沌之鼠。
在人氣投票中得到第4名
異能：「測謊機」
能力為分辨對手是否說謊，乍看為普通異能，實際上為交涉戰中被列為強大的異能，也能判斷出偽裝成人類的混沌之鼠，屬感覺擴張系異能。
小翠（聲：花守由美里（日本）；穆宣名（台灣））
年齡：11歲→16歲（82話~），玩家ID名：「小翠（又譯為：小水）」，血盟：無→黃昏烏鴉（Sunset Ravens）
真名不明，擁有雙重人格的少女，一個是好戰的哥哥「宗太」，另一個是文弱的妹妹「小翠」，預估潛力為A級能力者，根據本人所說，「宗太」在一年前因為事故死了，但在D-game中因異能機制「會按照內心的渴望賦予相關的異能」之緣故，使他的靈魂回到「小翠」的體內，造成具有雙重人格的體質。
「尋寶生存戰」中直接將朱夏陷入瀕死絕境中，之後因妹妹「小翠」阻止哥哥「宗太」的關係，而不再與阿要等人為敵，並受朱夏邀請加入阿要的血盟，活動結束後和阿要一同建立血盟「黃昏烏鴉」，並正式加入。
在與ACE的血盟戰中負責以附近的水源進行控場壓制，並且支援在倉庫中和ACE成員對戰的阿要和隆二，但因為被他們搶先全部殺光了所以沒有行動。
在圈外村的事件中小翠利用自己的異能給中彈的隆二進行緊急處理，和奧茨搜查可能發動攻擊的敵人無果後，想到可能是來自內部的攻擊，並且藉由審問那由他以確認操控土偶攻擊他們的是當地的寵物鸚鵡，使用自己的異能將牠殺死，這也是她第一次藉由操控生物體內的水分殺死對方。
在海賊王遊戲開始前跟隆二去找朱夏討論事情時，在她的房門口驚覺到她和阿要正在做的事情而連忙帶著隆二離開現場。
82話首次以5年後（16歲）的姿態登場，將頭髮留長了。在朧和阿要戰鬥時用異能抓住了準備逃跑的朧，在接下來質問的過程用異能將水灌入朧的鼻腔，朧才招供出GM的情報。
五年後從宗太和隆二的對話可得知小翠喜歡隆二，但對方似乎不知情。
是少數被朱夏視為姊妹花的人，經常被朱夏逗弄。爺爺奶奶住在秋葉原。
在人氣投票中獲得第2名
異能：「不枯竭的水瓶」（ポルクスライト）
由妹妹「小翠」持有。可自由操縱水分的流向、質量與重量，屬念動系異能中的「特定元素操作」，連生物體內的水分都可以操控，但因為太過殘忍而從沒使用過，直到圈外村戰役時，為了救人而首度使用操縱對手血液的手段。
異能：「不開放的冰室」（カストルライト）
由哥哥「宗太」持有。可操縱水分的溫度，衍生能力可使用冰系技能，為化學鍊成系異能的天敵，能力近乎無敵，但發動條件為需要「水域環境」，因此在無水區域時無法發動能力。
劉雪蘭（聲：茅野愛衣（日本）；錢欣郁（台灣））
玩家ID名：「雪蘭」，玩家階級：A4，玩家排名：日本地區第一名，血盟：未知→黃昏烏鴉（Sunset Ravens）
日本排名第一的玩家，台灣人，精通暗殺術，平常行動時會戴著狐狸的面具，被稱為「接死之狐」，有著兩千年歷史暗殺家族的後裔，在國外也是相當有名的暗殺者。
為了尋找同伴而在「尋寶生存戰」後找上「黃昏烏鴉」（主要是須藤要），雖然利益一致，但因為從屬問題而談判破局，當場擄走阿要和想要阻止自己的犬飼，另外也看上阿要的能力，想讓他入贅、和他生下暗殺術的繼承者，後來被朱夏率領其他成員追上，雖然威脅阿要命令血盟撤退，但阿要強迫她當場和自己（與血盟）一決勝負，如果雪蘭可以在「不殺一人的情況下逃脫」就答應她全部的要求。最後在朱夏和阿要的配合之下失敗認輸，轉而加入「黃昏烏鴉」，並且跟阿要約好「如果要背叛血盟的話，就先背叛阿要」。尊敬強者，相當有自信，但也因此在跟「黃昏烏鴉」對戰時大意落敗。在血盟中主要負責訓練其他人的戰鬥能力，稱呼阿要為「老公」。
在「與海賊王的決鬥」活動中與龍濤聯手對抗安利，但因為對方太強而被迫撤退。
在118話中提到，劉雪蘭是天然異能者，D遊戲並未給予劉雪蘭新的異能。
在要穿越後在D-game的發佈會中迎擊混沌之鼠。
異能：(名稱未知)
平時可藉由放出氣來讓對手看到自己死亡的幻象而失去戰鬥能力， 也能感應敵人攻擊意圖。
士明（聲：梅津秀行（日本）；吳文民（台灣））
輔佐雪蘭的管家，平常帶著眼鏡，擅長開車。做事謹慎、考慮周到，具有豐富的武藝知識。其自身戰力可匹敵能力者，曾與鈴音聯手作戰成功防禦了龍濤帶領小隊的夜間襲擊，能徒手用手刀貫穿強化玻璃。
在雪蘭因為擄走阿要而對上黃昏烏鴉的成員時冷靜的判斷出局勢而主動說服雪蘭投降。在雪蘭加入血盟後，將盟主兼她認定的丈夫阿要視為主人對待，並且協助他開發專門的格鬥術，還提升阿要的異能精度。在「狩獵遊戲」突然即將舉辦（前三十秒）時立刻拿出早已準備好的求生道具給阿要帶著，並且告訴他：「狩獵最重要的是洞察力。」的建議。
在異世界篇在與混沌之鼠的戰鬥中失去左腳。
奧茨君彥
血盟：無→黃昏烏鴉（Sunset Ravens）
阿要在狩獵遊戲中遇到的穿著迷彩服的玩家，使用的武器為比利時製的FN SCAR。相當崇拜阿要，並且對自己的能力感到相當自卑。
起初打算搶蛇神會的水，但被其教主嚇跑，並且被同樣在現場附近的阿要注意。後來晚上的時候注意到阿要的身影，正在猶豫要不要搶水的時候就被他制伏，但因為被阿要判斷沒有威脅性而跟轉而跟他交換水和情報，在得知阿要的名字後驚覺對方的身分，隨即拜託他讓自己加入黃昏烏鴉，但阿要沒有立刻答應。
後來和阿要一起行動，努力想要派上用場。在兩人被多目追殺時在阿要的命令下丟下他逃跑，雖然再度對自己的無能感到灰心，但為了救他而主動尋求其他人的幫助，並且用異能感知到兩公里外的利克，請求他的幫助，因此被阿要認可加入血盟。
在和金平保險組織作戰時負責利用自己的異能搜索躲起來的金平英明本體，協助阿要擊敗對方。於狩獵遊戲結束後正式加入黃昏烏鴉。
和隆二、利克等人一同去探查圈外村的情況，路上一直在使用自己的能力確認有沒有跟蹤，在一行人受到來源不明的攻擊時，也和小翠利用異能搜查可能的攻擊者。
異能：「企鵝眼」（サードアイ）
能夠感知到四周自己要找的東西的位置，起初的範圍只有約半徑50公尺，而且必須是具體的物品（太曖昧模糊的東西就不行），後來在阿要的鼓勵下擴張範圍，最廣可達兩公里，其異能性質極為適合偵查與索敵，屬超感覺擴張系異能。
犬飼（聲：榎木淳彌（日本）；鈕凱暘（台灣））
血盟：丹上拳鬥俱樂部→黃昏烏鴉 （Sunset Ravens）
男高一生。原丹上拳鬥俱樂部成員，已經學了五年格鬥技。個性直率好鬥。
一開始在得知阿要打敗朱夏後主動找上他、搶走他的手機以強迫進行決鬥，但被朱夏干擾並且被阿要搶走手機作為威脅而投降，結下了緣分。「尋寶生存戰」後引介剛成立血盟的阿要跟盟主丹上商量結盟事宜，在阿要被雪蘭擄走時試圖阻止結果一起被抓，直到朱夏率領血盟營救才被釋放。後來在ACE與黃昏烏鴉的血盟暫時代表丹上拳鬥俱樂部前來支援，對上ACE的桂圭一，但因為對方太強而陷入苦戰，在即將被殺死前因為ACE落敗才得以倖免。
雖然跟阿要的交情不壞，但隨著阿要的成長及活躍，逐漸發覺自己比不上他而心懷嫉妒，因此在阿要和朱夏處理最兇進化同好會的事情時，沒經過丹上的同意，就對阿要發起D-game的決鬥，結果因為他講求堂堂正正而被阿要藉機擊敗，在阿要的指點下明白自己的天真並投降，並且因為私鬥而被丹上逐出師門和血盟，加入黃昏烏鴉，並接受雪蘭的訓練。
雖然一開始講求空手格鬥，但在雪蘭的命令和指引下開始加入三節棍，雪蘭評價他雖然戰鬥力不錯但缺少靈活的頭腦和觀察力，實力才會無法更進一步，因此判斷比起格鬥，他是更適合使用武器戰鬥的類型。
異能：「韋駄天足」（スピードスター）
將自身速度增加好幾倍，甚至可以造出分身，但無法增加肉體本身的強度。
神宮司朧（聲：石田彰（日本）；郭霖（台灣））
血盟：無→黃昏烏鴉（Sunset Ravens）
穿著一身修生黑袍改造的衣服，面容和善、性格捉摸不定，如神父一般的神秘年輕男子，於漫畫第30話初登場。
真實身分為營運方的懲罰部隊「處刑人」之一，死在他手中的人無法估算，所經之處皆一片血海，GM對他下達命令將須藤要做為觀察對象，而不得對其動手，但因CIA對「黃昏烏鴉」進行秘密調查及逐步挖掘D-game的真相，於是他血洗了CIA的日本據點，並湮滅所有證據資料，引起美國、俄羅斯等國家政府逐步暗中派人介入日本的D-game區域。
狩獵遊戲篇中受GM所託進去該遊戲當暗樁，並監視阿要的一舉一動及找機會殺死阿要，直到見到阿要的對人處事以及對抗金平保險組織的過程中，認定阿要擁有王的素質，逐漸偏向幫助阿要，並對GM提案以自己作為阿要的陣營成員而暗中幫助阿要贏得狩獵遊戲的冠軍，之後對GM提出決定將阿要推上王座，以此為分歧，GM逐漸無法管理他，但還是以他為處刑人的身分去委託他做其他工作。
異能：「八咫烏」
藉由操控動能將物理攻擊無效化，強化自身攻擊，也可操縱自身動能。屬念動系異能中的「運動量控制」，判別為同系列中最高階異能之一。

### ACE
長期佔領澀谷的血盟，殘忍好戰，所經之處必有死屍，不少玩家都不敢與之為敵，其成員特徵為穿著背上印有蛇所組成的數字「8」背心，該數字源自血盟名發音「Eighth」。在與「黃昏烏鴉」交戰後，因為阿要的特權而失去全部的點數，成員全滅而瓦解。
王（聲：松岡禎丞（日本）；林谷珍（台灣））
血盟：ACE
ACE的領導，中國人，愛好殺人，會在殺人前把受害者的手指切下來製成藥酒，並強迫血盟成員喝下，哥哥為D-game裡中國排名第一的龍濤。
「尋寶生存戰」時率領血盟成員進攻阿要的臨時血盟所在的旅館（但除了柊一朗外其他人早已撤走），之後和阿要等人於地鐵站附近一帶交戰，在阿要的計策下被耍，自此相當憎恨他。
活動結束後，帶領血盟成員搗毀阿要的住處（但他早就不住在那裡），派桂圭一從學校抓走阿要的朋友篠塚做為人質威脅阿要，引發「黃昏烏鴉」與ACE的血盟戰，過程中虐殺了在阿要的指示下成為玩家的篠塚，徹底激怒阿要，血盟成員全被屠殺，而他也中了朱夏的計謀被鋼絲砍斷手腳，險些成人棍，好不容易逃出來卻又被阿要和隆二堵上，求饒之餘當場投降，但因為阿要的特權而失去了整個血盟的點數而亡，ACE也隨之徹底消滅。在死前跟阿要說自己死了，若阿要不小心的話，下一個就是成為「王」的他。原是GM的特別觀察對象，但在死後轉為阿要。
阿要回到過去後，最終在「尋寶生存戰」中被人型的混沌之鼠殺死。
異能：「虛空之王」（ベルゼブブ）
為念動系異能中的空間操作，能夠瞬間移動（空間轉移，有效範圍五至十公尺，十公尺會較勉強，最終覺醒可至百米距離）或是切斷物體（有效範圍一公尺），兩個效果不可同時使用，會有一拍的時間間隔，虛空之王不能將人隨意空間轉移，但可以將自己和敵人的位置互換。
桂圭一（聲：木島隆一（日本）；吳文民（台灣））
血盟：ACE
ACE的幹部兼王的副手，同樣愛好殺人。原為空手道家，在第42屆全日本空手道大賽上不慎殺死對手而成為亞軍，因此相當自責痛苦，但在王的指示下多殺人而減輕了罪惡感，因此對他忠心耿耿。
在「尋寶生存戰」中與西谷一起攻入旅館，並從柊一朗摧毀整棟旅館的陷阱中存活，在與「黃昏烏鴉」進行血盟戰時，一個人對付包圍根據地的警察並且將他們全部擊退、對上從丹上鬥拳俱樂部聯盟來支援的犬飼，並且壓倒性的壓制對方，但因為ACE的落敗而死亡，是戰鬥中唯一一個明顯佔上風的成員。
異能：「豪風拳」（テンペスト）
操控空氣，屬念動系異能，藉由壓縮空氣打出的拳頭不只可以一拳打飛人的頭或是汽車，還可以激起強大的風壓，另外也可以藉此成為屏障。
時雨（聲：水中雅章（日本）；鈕凱暘（台灣））
血盟：ACE
ACE的幹部之一，被稱為「火炎魔神」，因為表現優秀，在加入後很快就爬到幹部的位置。在「尋寶生存戰」中後桂圭一一起攻入旅館，對上屬性對他有優勢的柊一朗，雖然藉由和圭一的配合在戰鬥中保持優勢，但中了柊一朗摧毀大樓的陷阱，死在瓦礫堆中。
異能：「火身焦熱」（アグニドライブ）
屬身體變化系異能，能夠將火焰包覆全身。
信司（聲：齊藤壯馬（日本）；鈕凱暘（台灣））
血盟：ACE
ACE的小弟，性格比其他成員懦弱，因此雖然努力想要派上用場但成事不足敗事有餘。在「黃昏烏鴉」的血盟戰時，想要幫忙槍殺看到朋友的屍體而大受打擊的阿要，卻被徹底發火的阿要搶先用子彈打穿額頭而死。算是阿要第一個主動想殺而且殺死的人。王死前的回憶中提到，王加入遊戲的契機正是來自真司發送關於D-game的邀請簡訊。
黑須和也
血盟：ACE
ACE的成員，被隆二形容為「殺人不眨眼的變態」，在隆二遇到阿要之前就已經先被他殺死。外公住在圈外村。在圈外村的事件中，他的外公之前飼養的鸚鵡利用異能製作出他的外型的土偶攻擊隆二，想要為他報仇，也因此證實了異能的使用並非限定人類，連動物都可以使用。
異能：名稱未知
其外公的寵物鸚鵡可控制土質與砂石進行分身攻擊，其餘能力不明，屬念動系異能中的「特定元素操作」。

### 丹上拳鬥俱樂部
佔領新宿地區的血盟，本身是由丹上建立的普通格鬥健身會館，因此成員不一定都是D-game的玩家，當中的玩家大約只有26個。在「尋寶生存戰」後與新建立的「黃昏烏鴉」聯盟。
丹上 / 阿烈克歇·貝爾堅尼可夫（聲：武內駿輔（日本）；吳文民（台灣））
血盟：丹上拳鬥俱樂部
「丹上拳鬥俱樂部」血盟的領導，俄羅斯人，職業為格鬥家。因為喜歡日本而把自己的名字改為丹上。性格沉穩但愛好挑戰，總是會想要以自己的力量空手挑戰更強的東西（例如刀劍、槍械甚至是戰車），年輕時經常就去各地踢館，因此D-game的異能對他而言相當誘人，本人也聲稱現在的自己如果跟戰車一對一的話能夠打贏。也因為是格鬥家，講求不用道具進行戰鬥。十年前在俄羅斯曾擔任黑道保鑣，但被雪蘭殺死了雇主和其他同事，不知為何只有他活下來，跟雪蘭算是老交情。
在代表黃昏烏鴉的阿要要求聯盟時，為了衡量同盟者的能耐而跟阿要進行一對一單挑，過程中以強大的力量壓制阿要，並將他制伏在地，但被阿要利用手榴彈和閃光彈的雙重陷阱逃脫，認可了阿要的實力，但因為決鬥太有趣了而打算繼續，直到雪蘭介入才終止了比賽。
在因為私鬥而把犬飼逐出師門時，勉勵他變強，成為跟自己一樣的強者，並拜託阿要照顧他。
於混沌之鼠侵略無信號村時與阿要一同前往救助鈴音，但在敵對的高等混沌之鼠以「虛空之王」的異能突襲而戰死。
在要穿越後在D-game的發佈會中迎擊混沌之鼠。
動畫版中，GM曾經透露給阿要，除了戴蜜絲、金平英明擁有特權獎勵以外，他也是擁有特權獎勵的玩家之一，目前已知他擁有舉辦格鬥賽事的活動中進行點數爭奪戰的特權，但特權本身的能力不明。
異能：「金剛羅剎」（ウォールアイアン）
能夠將自己身體硬化，硬度甚至更勝於鎢鋼，屬身體變化系異能。
小楓（聲：高田憂希（日本）；穆宣名（台灣））
血盟：丹上拳鬥俱樂部
丹上的妻子、俄羅斯人，因為喜歡日本而改為現在的名字，總是穿著和服。在「尋寶生存戰」結束後，幫忙接上隆二被王切斷的左手。
異能：「薬師恩寵」（ヒーリンググレイス）
能促進人類的自然治癒能力來治療傷口，但不能治療疾病和天生缺陷。
柊鈴音（聲：小原好美（日本）；李昀晴（台灣））
年齡：12歲→17歲，血盟：無→丹上拳鬥俱樂部
柊一朗的女兒，天生患有心臟病而長期住院，因為父親的職業而對花語瞭若指掌。
在柊一朗於「尋寶生存戰」中戰死後從金平保險組織那裡收到三億日元的保險金，但因為父親死得太突然而且送保險金來的金平英明很可疑而不敢相信，直到被意外遇上的柏木鈴音證實才接受事實，並開始調查父親死亡的真相，為此她放棄治療，堅決不使用保險金，並且從鈴音那裡知道「D-game」這個代稱。
後來因為詢問自己的主治醫生天笠有關D-game的事而被發現是相關人士，在不知情的情況下被醫生欺騙成為玩家，並且立刻被其追殺，一度被逼入絕境，但異能及時覺醒、同時黃昏烏鴉的隆二和小翠前來支援而轉守為攻，雖然被對手利用化學藥物攻擊而暫時失明，但利用自己的角的能力抓住躲進森林的天笠，讓隆二得以及時趕到殺死她。之後選擇加入丹上拳鬥俱樂部。似乎因為異能覺醒的關係，心臟病也治好了。
在異能覺醒前的假死狀態中夢到自己跟父親在家裡幸福的生活著，但又看到鈴音在外面說自己之前決心找到真相時所說的一番話而決定離開幸福的家繼續前進。
異能：「常若之國」（マグ・メル）
可以將自己的身體獸化，大致上是貓的外型，額頭上有可以感受生物氣息的角。

### 三位一體
由戴蜜絲開設的賭場，雖然戰力不高，但和現實世界的政界與財界有很密切的關係，經常會在D-game的活動時間開設賭局，但因「黃昏烏鴉」血盟發布涉谷區的D-game禁令而使其生意受到極大損失。之後因為阿要贏得「狩獵遊戲」的活動，在戴蜜絲與朱夏的賭約下擁有權全都轉移到黃昏烏鴉下，並與「丹上拳鬥俱樂部」合作，共同進行表演賽事等相關事宜。
戴蜜絲（聲：加隈亞衣（日本）；穆宣名（台灣））
血盟：三位一體（Trinity）→黃昏烏鴉（Sunset Ravens）
「三位一體」的盟主兼創立者，利用過去D-game的活動中得到的特權和點數開設賭場。喜好金錢，且賭運極差，不擅長戰鬥而工於心計，腦袋裡總是在打著歪主意，但遇到要等人後都屢屢失敗。
原本與黃昏烏鴉無冤無仇，直到黃昏烏鴉發布了D-game禁令後，擋了她的財路，於是決定在狩獵遊戲前跟金平英明聯手，計畫消滅阿要和黃昏烏鴉。
在狩獵遊戲活動期間挑釁朱夏以各自的血盟作為賭注，賭阿要能不能以第一名結束活動，盤算無論輸贏都會有所收穫，結果沒想到阿要真的贏了而不得不將血盟擁有權讓給黃昏烏鴉，但也藉此取得強大的戰力保護自己。之後雖然屢次想要趁機奪取血盟實權但每次都失敗。
異能：「扭曲的天秤」（アンバランス）
能擾亂別人的精神狀況，更能顛覆人的敵我、偏好等意識，屬精神操作系異能。
特權能力：「書商」
能事先能得知遊戲中的所有特殊活動之資訊，包含時間、地點、參與人數與其名單，並能隨時發送邀請函給特定對象，可選定一名玩家作為招待者進入特殊活動。
近藤（聲：佐原誠（日本）；符爽（台灣））
血盟：三位一體（Trinity）→黃昏烏鴉（Sunset Ravens）
三位一體的賭場中負責播報活動進展的主持人，為人審時度勢，在三位一體轉讓給黃昏烏鴉後也跟著加入。
雖然對戴蜜絲算是忠誠，但在她打算趁著「與海賊王的決鬥」活動時間，「黃昏烏鴉的一線戰力都被安排出去時奪權政變」的計畫洩漏被發現時，主動放棄她且轉向倒戈阿要等人，並且說服戴蜜絲放棄計畫，因為他前一天就被藉由預知夢得知消息的黃昏烏鴉成員寄了預告信，加上阿要對三位一體的成員們待遇不差，因而認為無法與他們對抗。

### 金平保險組織
金平英明（聲：江越彬紀（日本）；鈕凱暘（台灣））
血盟：金平保險組織
金平保險組織的領導，利用之前活動所得到的點數經營保險業，雖然外表只是個上班族，但其實很擅長劍道，劍道五段。
看似和善，其實相當冷酷無情，甚至可以笑著殺人，行事作風就跟商人一樣，擅長交涉或煽動情緒，連戴蜜絲等D-game中的老油條也對他敬畏三分。首次登場於「尋寶生存戰」之後將柊一朗的保險金交給柊鈴音，當時就因為他看起來很可疑而引起鈴音的懷疑。
後來因為黃昏烏鴉的D-game禁令之故，導致顧客銳減，而與戴蜜絲密謀要在狩獵活動中殺死阿要。活動中以資源引誘其他玩家效忠自己，並且煽動他們屠殺日本邑的居民，率領約一百名玩家進攻，但受到以阿要為首的五名「勇者」頑強抵抗，由他親自對上阿要，雖然前期保持優勢，但隨著阿要脫離他的異能範圍並且被奧茨發現本體後，在利克的助陣下被阿要開槍打傷而撤退，後來為了保護山口而利用異能與被血吸引來的野狗與多目對抗，但擊敗一隻多目後隨即被從後方襲擊的多目所殺。
雖然陰險狡詐，但因為職業影響，相當遵守契約和誠信。
動畫版中，GM曾經透露給阿要，除了戴蜜絲、丹上擁有特權獎勵以外，他也是擁有特權獎勵的玩家之一，目前已知他擁有「契約系統」的特權，而該系統設置在自己經辦的保險組織中，但特權本身的能力不明。
異能：「摩利支天」（ハレーションゴースト）
能夠在半徑一公里的範圍內製造出最多三個自己的分身，可以依照自己的意念將分身消除，創造的分身和要創造的物品為同性質，屬於「實體幻影」，分身的身體能力、戰鬥能力、武技等與本體相當。此能力極為強大，但條件嚴苛，使用能力時本體無法任意行動，且該能力有距離上的限制，一旦超過能力控制範圍，分身則強制消滅，屬念動系異能中的具現化能力。
山口義一
血盟：金平保險組織
玩家階級：D，在「狩獵遊戲」活動中追隨金平的男人。
異能：「歸巢本能」
即使分離也能知道親近之人的位置。

### IC CROWN
小鳥（聲：久保百合花（日本）；穆宣名（台灣））
血盟：IC CROWN
IC CROWN的女性成員。向鈴音提供情報。

### CERBERUS
由三名兄妹組成的血盟。
一太（聲：蒔村拓哉（日本）；林谷珍（台灣））
血盟：CERBERUS
三人中的大哥，是一名冷靜的男性。
異能：「限定不滅」
強化體質和再生能力，即使額頭被步槍射穿也能復原，並且對他妹妹產生的毒有抵抗力。
嗣人（聲：安田陸矢（日本）；王辰驊（台灣））
血盟：CERBERUS
三人中的二哥，懦弱的青年。
異能：「風之通路」
可以操縱空氣流動。
美可（聲：道井悠（日本）；穆宣名（台灣））
血盟：CERBERUS
三人中的小妹，戴髮箍的女性。
異能：「安眠之雲」
可以生成劇毒。

### AGE實驗室
在美國從事研究的血盟，正在收集D-game玩家的DNA。與美國政府有合作關係。
吉斯蘭
血盟：AGE實驗室
坐著輪椅褐色皮膚的學者青年。五年後，他與瑪麗亞結婚，並育有兩個孩子。
瑪麗亞·安德森
血盟：AGE實驗室
一名身著白大褂、戴眼鏡的女性學者。

### 西鄉組
以大阪為主要根據地的血盟，黑道為其主要成員。在「黃昏烏鴉」消滅ACE後與其聯盟。
西鄉武
血盟：西鄉組
西鄉組的領導，本行是黑道。原本很看不起只是個剛成為玩家沒多久的高中生阿要，在阿要代表黃昏烏鴉跟他們討論聯盟議題時還打算當場殺死他，卻反過來被阿要挾持作為人質，認可了阿要的實力，同時發覺阿要的殺意是認真的，因此主動投降，對他的要求無條件同意，最後得知阿要的主要目標並非遊戲排行，而是找尋D-game的真正過關條件。
在「狩獵遊戲」中作為五名勇者之一與妹妹雅莉莎、奧茨和朧一同協助阿要對抗金平保險組織，在戰壕中以一整排步槍的火力壓制對方的進攻。「黃昏烏鴉」發布公告要選特別嘉賓參加「與海賊王的決鬥」活動時，因錯過時間而無法報名的關係，受到妹妹的抱怨而苦惱不已。
異能：「騎士的榮光」（ナイツ オブ ラウンド）
能夠同時操控多項金屬製武器，最多可以操控十五把自動步槍，屬念動系異能。
西鄉亞莉莎
血盟：西鄉組
西鄉武的妹妹，算是西鄉組的大小姐，身上隨時帶著一把刀。為人坦率直接，一開始雖然不爽阿要的態度，但在阿要展現自己的力量後將他平等看待。
在狩獵遊戲中做為五名勇者之一對抗金平保險組織，主要作戰方式是讓哥哥在前線吸引敵人注意，而自己繞到後面暗殺。「黃昏烏鴉」發布公告要選特別嘉賓參加「與海賊王的決鬥」活動時，因武錯過時間而無法報名的關係，對其抱怨。
異能：「王之利劍」（ザンテツケン）
本人聲稱可以用刀切斷一切東西，阿要推測是利用震動或者其他方法增加切斷的能力，異能屬性不明。

### 橄欖樹
一些獨行玩家為了能使用公會功能而成立的互助會。
天笠
血盟：橄欖樹
又稱紅蝰蛇，是橄欖樹的毒藥師，在柊鈴音治療心臟病的醫院擔任醫師。
表面上人很和善，其實也是熱衷於D-game殺戮快感的玩家，並且因為黃昏烏鴉制定的新秩序而感到不耐，直到鈴音詢問她有關D-game的事而發現她是遊戲相關人士，便在鈴音不知情的情況下（以簡訊邀請）被天笠欺騙成為玩家，並且追殺鈴音，在黃昏烏鴉的隆二和小翠趕來救鈴音之前使用化學藥劑使獸化的鈴音暫時失明，最後被隆二和小翠還有鈴音的幫助下在森林裡殺死。
異能：「萬能藥」（アスクレピオス）
憑空出現針筒，並能合成各式醫療藥劑，以及多項危險的化學武器，包括世界上最危險的劇毒「VX神經毒劑」，此系異能極為稀有，是屬化學鍊成系異能。

### 蛇神會
擁有5萬名信徒的宗教團體。幹部信徒全員的異能都是念動系。
閠田政玄
血盟：蛇神會
蛇神會的教祖，雙目失明的中年男性，頭上戴著蛇形飾物。
真實身分是來自平行世界GM。原GM手下的處刑人，被託付了GM的部分能力，並在20年前轉移到了這個世界。
雖然他說自己是在「尋寶生存戰」中獲勝才成為處刑人的，但在阿要回到過去時，這世界的閠田政玄已經是處刑人了。
異能：「黒山羊之王」（アザゼル）
能在物質上隨意施加力量，是種強大的念動力。
紀惠
血盟：蛇神會
蛇神會的女性成員。關西出身，跟西鄉武曾經是同學。

### 最兇進化同好會
由12名高中生組成的血盟。
大迫
血盟：最兇進化同好會
三年級生，在阿要所在的高中擔當混混的頭領。玩家階級：C1。出身自一個只有母親的單親家庭。
在教師的慫恿下，經營著血盟【最兇進化同好會】，打著“超能力養成APP”的幌子下載D-game，通過“養殖新手”賺錢。然而，由於經驗不足被阿要輕鬆擊敗。
被迫參加“與海賊王的決鬥”時，被練就了非凡能力的茂夫扭斷了頸椎差點死去。
俘虜到世界線O時，被龍濤所邀請成為新成立公司的一員，但仍想回到世界線N一次。
異能：「發雷掌」
能用手掌發出強力的電流。
田端茂夫
血盟：最兇進化同好會
在大迫的誘惑下開始玩D-game，但一開始能力薄弱過著被剝削金錢的日子。偶然碰上了回到學校的阿要給了他關於如何使用異能的建議。
在家入老師的教育下，變成了一個為正義不惜殺人的冷酷之人。在“與海賊王的決鬥”中，對大迫下了殺手。活動後沒有被俘虜，回到了原來的世界，成為了GM的部下。
五年後，獲得了足以單槍匹馬殲滅一大群混沌之鼠的力量，能像是拔除昆蟲腳的孩子一樣輕易的支解敵人。
異能：「渦動輪之王」
可以對物體施加旋轉。起初力量微弱，只能旋轉球或筆，但被阿要指出他可以將旋轉施加到身體上，發揮出了能把人拋飛的力量。藉由迴旋可以在空中使出銳利的迴旋踢，藉由施加扭轉可以輕鬆折斷敵人的頸椎。

### 紅色福克斯
長谷古
血盟：紅色福克斯
紅色福克斯的隊長，但血盟中只有他一人參加了「與海賊王的決鬥」，在活動中主要負責防禦敵人進攻。
異能：「爆碎精神棒」（エクスプロージョンショット）
能將物體用球棒擊飛。

### 日本警方
田護中幸正
初老的男性刑警。浦賀警察署巡查部長。正在調查人形物件的破壞事件。從綾小路口中知道了“達爾文遊戲”。
下載了“Alvitr023”邀請的D-game，並捲入了活動“尋寶生存戰”，但由於綾小路的交流和阿要的建議，以及異能的激活，安全地活了下來。與綾小路商量後決定專心調查D-game，並在首相的堅持下調任內閣府特別組織犯罪對策室。
有著與自己的年齡和職業相當的良知，規勸了沒有處理學校事務就失蹤的阿要回到學校。主動組織日本邑的居民向圈外村遷移，並定期走訪。
異能：「番犬」（ウォッチドッグ）
可以召喚他以前飼養的老狗“太郎”。太郎的外貌和叫聲只有田護中能察覺，但同時具有實體，能夠進行物理干涉。
綾小路海斗
警視。戴眼鏡的知性男性。負責協調聯合調查本部對澀谷發生的大規模人形物件破壞事件的偵查工作。
使用警用無線電向參與了“尋寶生存戰”活動的田護中講述有關“D-game”的要點。
五年後的世界，他負責與包括自衛隊在內的政府機構的交涉，同時擔任圈外村的實際負責人。雖然戒了很長時間的煙，但面對同伴的死，卻像是在尋求庇護一般，不停地吐出煙霧。
異能：「強制執行」（ピースメーカー）
可以操縱目視之人的心智。
米田浩
東京警視廳的警視總監。在黃昏烏鴉與ACE的衝突過後，向內閣總理大臣提供了有關D-game的訊息（ACE成員被轉移憑空消失的影像）。
岡本霞
女性刑警。特別組織犯罪對策室的成員。

### 日本邑
位於「狩獵遊戲」舉辦地的小島上存在的小村落，人口大約三百多人，當中的住民過著很古老的生活。據他們所說，他們祖先在舊世界為了躲避多目和海牛的獵捕而通過廢棄的地下鐵道來到隱密山林中。而村落的位置相當於澀谷地區。在「狩獵遊戲」期間成為了金平保險組織所狩獵的對象，但在阿要的計策下幸免於難，並且決定全員一起前往到阿要所生活的世界，並且被黃昏烏鴉收容。經政府的安排準備在日本東北山林中由廢村改造而成的圈外村生活。根據「他們的GM」所說，他們是從不同歷史發展的平行未來世界中被轉移過來的。
利克
日本邑的武士領袖，擅長使用刀、弓、槍戰鬥。
在狩獵遊戲中在奧茨的拜託下支援隻身對抗多目的阿要，和他聯手擊殺對方後將兩人帶回日本邑內要求他們拯救日本邑，雖然因此被邑長指責但相信他們的正直而要求對方相信他們，並且被允許配戴邑中的名刀：童子切安綱。
當邑中有小孩被金平保險組織殺害後率領其他戰士追擊對方、見識到槍砲的威力，因此在阿要等人被視為敵方間諜而被抓起來、而村長打算以傳統的作戰方式對抗時相當反對。對於他們的罪名也不敢相信，在得知阿要被拷問時連忙想要去阻止，但因此看到阿要為了逃跑而挾持村落的人的景象，開始懷疑他，並當場向他發起神明決鬥（打到一方死掉，贏的一方就是對的）。決鬥過程中完全不想聽阿要的解釋，直到在永的介入以及阿要製造出手槍威嚇下當場醒悟，放下武器與他進行肉搏，最後雙方平手，也因為阿要的正直而消除了對他們的懷疑。
在安置好村落的人後前去支援對抗金平保險組織的阿要等人，並幫助阿要擊退金平英明，迫使剩下的敵人投降。
手中的童子切和阿要的刀是兄弟刀，村長認為他和阿要的相遇或許有什麼意義。而奧茨也說，他和阿要兩人的實力相當，只要兩人聯手的話一定可以輕鬆打贏金平保險組織。
視阿要為足以託付妹妹的重要友人，在「他們的GM」提議將他們轉移到阿要的世界時為了報答他的恩情而立刻同意。在來到阿要的世界後作為日本邑的代表與政府和警察接觸，目前居住於圈外村。
木蓮
年齡：17歲→22歲
日本邑中的巫女領袖，利克的妹妹。
在「狩獵遊戲」開始前預知到日本邑的危機（被金平保險組織屠殺）以及能夠協助他們度過危機的五名勇者，在利克帶著阿要和奧茨回日本邑時首先歡迎他們，並且在吃飯時告訴他們日本邑的現況以及預言到的未來。
因為預知的關係，相當信任阿要等人，因此在他們被指責為金平保險組織的同夥時採反對態度。在利克和阿要進行神明決鬥時預言到自己會以死阻止他們，雖然已經有心理準備但被永搶先。
與金平保險組織交戰期間跟村民一起被安置在原本為了躲避多目而建造的避難處。
戰爭結束後，對保護日本邑的阿要有好感，在母親提議將自己許配給阿要時也沒有反對，而在阿要即將被遊戲傳送回去時，第一個同意跟阿要一起去。在來到阿要的世界後，並沒有特別表現出自己的感情，但她對阿要的態度還是讓朱夏很擔心，朱夏視其為情敵。
目前與利克居住於圈外村，在「與海賊王的決鬥」活動前利用預知夢看到阿要和朱夏在郵輪上被殺害的未來，於是緊急連絡「黃昏烏鴉」血盟並告知。
特殊能力：「識希流」
能以夢預知未來重要事情的分歧點，疑似異能但並非異能能力。
永
日本邑中的見習巫女，木蓮的助手，年齡大概是中學生的程度，和木蓮一樣擁有預知未來的能力，但比木蓮還要不穩定，比較容易在自己身處險境的時候發動。
在阿要等人剛來到日本邑後跟木蓮一起歡迎他們，一開始雖然對阿要和奧茨等人有點警戒，並且在木蓮的命令下相當戰戰兢兢地服侍著，但因對方主動交流而逐漸接受並親近他們。
雖然年紀還小，但也因此看待事情時總有特殊的見解，第一次知道D-game的規定時就有感而發的說那遊戲「就跟人生一樣」。
阿要被迫跟利克進行神明決鬥時，疑似利用識希流預知木蓮以死阻止他們的未來並搶先介入，所幸在阿要和利克有意偏移武器之下而逃過一劫，當場大罵所有人只是因為懼怕來襲的金平保險組合而拿毫不抵抗的阿要等人出氣的膽小鬼，點醒了日本邑的居民和猶豫的阿要，促使雙方的和解。並且於狩獵遊戲結束後被轉移到阿要所在的世界。
在和隆二等人前往圈外村探查的時候同行並且被捲入事件中，但本身沒有幫上什麼忙。後來在「與海賊王的決鬥」活動前預知到戴蜜絲打算趁機背叛的事情，讓黃昏烏鴉得以提早制止對方的陰謀。
特殊能力：「識希流」
能以夢預知未來重要事情的分歧點，疑似異能但並非異能能力。
有成
日本邑的邑長，為人守舊排外，在利克一開始帶阿要等人來到日本邑時便相當不愉快，但因為預言的關係而收容他們，而在發生村裡的小孩被金平保險組織的成員殺害後，認為阿要等人都是敵人派來的內應而將他們全部抓起來，並打算以傳統的方式對抗，直到利克和阿要的神明決鬥中聽了永的話、並見識到槍械的力量後才明白自己的錯誤，釋放阿要等人，並依照其計策帶領邑民前往避難處避難。戰爭結束後，因為之前的行為而對阿要等人鄭重道歉。並且在「他們的GM」提議將他們轉移至阿要的世界時，鑑於這次因為守舊排外差點造成毀滅的教訓，主動要求前往新的世界。
亨
日本邑的長老之一，禿頭。原本對阿要等人的態度還算和善，但在其孫子被金平保險組織的成員殺害後轉而責怪他們，並且將阿要關在地牢中拷問，最後被阿要掙脫束縛反過來挾持，但仍然催促其他人快點殺死他。在阿要和利克的神明決鬥中被永的話所點醒，淚流著表示自己明白阿要的善性（不然自己早就沒命了）。
荒脛巾
與阿要等人所在的世界不同的平行世界中的GM。
過去因為被捲入了政治鬥爭，無法採取適當的行動，導致沒能成功挽救世界。現在已經失去了力量，在日本邑的神社被當作人神供奉了200多年。
病倒並沉睡多年，但在活動中醒來並見到了阿要。由於緊接著美國的海軍便開始砲擊該島，於是他將剩下的事情託付給了阿要，將日本邑的居民轉移到現代日本，自己一個人留在原來的世界。

### 圈外村
沒有電波信號，D-game無法干涉的地方。目前日本邑國民遷居此地，這裡也收留想逃離D-game的玩家。
那由多
圈外村防衛隊隊長，頭綁大蝴蝶結、戴眼鏡的清秀女性。
異能：名稱未知
對人特化的音波操控，能進行聲納探測，亦可在近距離干擾人耳內的前庭系統以破壞其平衡感。

### 美國軍方
哈里斯
黑人男性。原陸軍上士。
服從軍令參與D-game，在“與海賊王的決鬥”中指揮5名美軍士官，在艦橋上使用拖延戰術。然而受到恩利突然襲擊。受傷的沃茲因為他具有的異能極為重要而令其撤退。自己殿後向恩利挑戰，最後戰死。
異能：「赫拉克勒斯」
萬能的剛力，直拳的威力能貫穿戰車的鋼板。
塔妮
黑人女性。軍銜是陸軍下士。
由於日本是D-game的發源地，為了蒐集情報，學習了一定程度的日語。
在“與海賊王的決鬥”活動時與其他的美軍參與者取得了聯繫。活動開始前隱瞞了自己是D-game玩家的事實，因為有傳言稱“D-game玩家在美軍中被視為小白鼠”。
對世界線O中不存在美國的事實感到不滿。
異能：「鷹眼」
可以看到遠處的物體。甚至可以從一千米外看到硬幣是正面或是反面。
沃茲
白人男性。原陸軍一等兵。
為了執行拖延戰術，在「與海賊王的決鬥」活動中使用了異能封堵了好幾座樓梯。在艦橋上受到恩利的襲擊而負傷撤退。如哈里斯所預料，扮演了阿要的王牌，利用異能進入被封鎖的員工區域，通過貨物升降機繞開了敵人的部隊，將所有玩家帶到了敵人的飛艇前。
被俘虜到世界線O後，與龍濤一拍即合，約定共同創辦公司。
異能：「修補匠」
可以變形和操縱金屬。
蘭德
具有明顯歧視行為的白人男性。原陸軍下士，前海軍陸戰隊一等兵。
看到被扣押的原“上級”塔斯坎少尉而大發雷霆，於是舉槍對準了阿要等人，朱夏立即砍下他的手腕。哈里斯稱是蘭德“誤解了指揮系統”才聽從了塔斯坎的指示，之後與塔斯坎一起被扔進了機艙。
金
白人男性。原陸軍一等兵。參加「與海賊王的決鬥」的美軍士兵之一。
塔斯坎
白人男性。海軍陸戰隊少尉。
在活動“與海賊王的決鬥”開始時，為了宣示地位攻擊犬飼，卻被反過來打倒，之後在爭論下被扔進了機艙。
恐嚇了恰好在機艙的茂夫與家入老師替他鬆綁，但當他與蘭德談論卑鄙的報復時，被釋放了異能的茂夫攻擊。

### 異界之世界線O
在「與海賊王的決鬥」活動中擔任海賊方，進攻作為海軍方的主角等人的勢力。世界線O是進化路徑與阿要所在的世界線N不同的平行世界，世界線O的住民是是頭上長有1-2隻角的鬼人族。歷史文明位於明治時代前後。在世界線O的200年前曾與世界線N進行交戰而敗北。此世界的人將異能稱作「荒神力」。
菊理
阿要與朱夏在皇城遇見的可疑少女。真正身份是侯宇的妹妹，現任的皇主「氷 亙　姫大神　菊理命」，同時是世界線O的GM。
侯宇
近衛軍的將軍。在「與海賊王的決鬥」活動中擔任海賊方的主帥。實力強悍，擁有足以殺死阿要與朱夏的實力。在阿要宣布投降後，把阿要一行人當作俘虜帶回自己所在的世界。在軍隊與民間擁有極高的聲望。
琥珀
身著巫女裝的黑髮女性。軍銜是中佐。侯宇親征時作為指揮官留守。
荒神力：「遠見」
以雙眼被封印為代價，擁有強大的遠視能力和出眾的預知能力。
虛木
將頭髮束在腦後的初老男性。軍銜是中佐。
肉體戰鬥能力非常高，在「與海賊王的決鬥」中，單槍匹馬突破了海軍方的防線，給予了巨大的打擊。
荒神力：「風蓑」
強力的風之防禦，不論是遭到機槍掃射或是手榴彈的爆炸攻擊都能毫髮無傷。
恩利
近衛軍的少年指揮官。身為“荒神使”，他的軍銜與中佐相當，但沒有實際指揮權。
戰鬥力非常高，連龍濤和雪嵐聯手都可以應付。然而基礎身體能力很低，被虛木的木劍一擊命中就失去行動能力。
荒神力：「鐵鼠」
能操縱身體周圍的金屬物品，連「敵人的武器」也能操縱。
賽哈
一個光頭的男性，擁有龐大而肌肉發達的身體。除了一隻紅色的角外，頭上還有多隻角。軍銜是中佐。
使用巨型鐵棍進行戰鬥。與食人魔般的外表不同，他擁有高度的判斷力。
荒神力：「狼虎」
將手臂獸化之後增強力量，連鋼鐵的船壁也能輕易破壞。
迦姆羅基
侯宇的親衛隊長兼護衛官。琥珀的哥哥。
荒神力：名稱未知
能操縱許多顆具有高熱的火球。
清太郎
長相老實，負責照顧和監視被俘的阿要等人的侍衛。軍銜是曹長。
同為軍人的弟弟雖然在“與海賊王的決鬥”中戰死，但他認是一種榮譽。
由於阿要與死去的弟弟給人的感覺非常相似，於是也相當親近阿要。在完成阿要等人的監視任務後，決定將他推薦到軍校。
菊
在甜品店「田村屋」工作的女性，受弗拉基米爾雇用收集情報。在弗拉基米爾企圖綁架菊理失敗後，被發現死在了河裡。
弗拉基米爾
一個戴著墨鏡和圓頂硬禮帽的西裝男子。真實身份是世界線O的俄羅斯共產黨特務。
認為釋放荒神力是創造一個沒有貧困的平等世界所必需的，並認為日本這種由皇室獨占荒神力的方式是錯誤的。
他以俄羅斯貿易商的身份進入日本，並拉攏對於皇室統治不滿的人作為合作者。試圖綁架菊理，但遭到阿要和朱夏的阻撓，差點失去在帝都的合作者，於是他向黨本部請求增援。殺死了監視的公安並逃脫，三個月後他襲擊了菊理等人乘坐的火車，但因抵抗力比預期更大而失敗，死於12.7x99毫米子彈的貫穿波及。
荒神力：「死者的帝國」（ネクロポリス）
隨意操縱無數屍體作為士兵的能力。在土葬作為習俗的國家，具有強大的力量，但缺點是需要時間準備，而且在日本等火葬普遍的國家很難收集屍體。
格里高利
世界線O的俄羅斯共產黨員。 應弗拉基米爾的要求，被黨本部派往日本。躲藏了三個月後，襲擊了菊理等人乘坐的火車，壓制了士兵，但他還是從正面被阿要使用反器材步槍的子彈貫穿而死。
荒神力：「煉金」（クラフトマン）
可以改變接觸到的金屬的形狀，包括射向自己的子彈。世界線O的槍械無法對其造成傷害。
莉莉婭
世界線O的俄羅斯共產黨員。 應弗拉基米爾的要求，被黨本部派往日本。躲藏了三個月後，襲擊了菊理等人乘坐的火車，與朱夏進行戰鬥，但被壓倒性的實力差擊敗殺死。
荒神力：「鎖使」
跟荊棘的女王同樣，能夠隨意控制條、線狀物體的能力。

### D-game的上位玩家
玉兔作治
日本排名第二位的玩家。和伊野凜是表兄妹，但假裝彼此不認識，一開始兩人是分別接觸遊戲，之後因為Ace的存在很危險，所以沒有組成血盟。
在“與海賊王的決鬥”中成為世界線O側的戰俘，並表達了不返回世界線N而是直接退出D-game的意圖。
異能：「真奈落」（タルタロス）
能消滅右手周圍的物質。
伊野凜
日本排名第七位的玩家。曾經被雪嵐襲擊卻毫髮無損地活下來的強者。
異能：「曖昧貓姬」（チェシャキャット）
能讓自身和其他物體變得不可觸，可以用來穿越障礙物移動，或者繳械敵人的武器。也能穿透敵人的身體，直接攻擊內臟。
奇拉比
日本排名第九位的玩家。為了對抗排名上升到第三位的阿要，利用自己的人脈，從中國請來了龍濤。
當他成為O世界線的戰俘時，沒有受到龍濤謀劃生意的創業邀請，只好低頭請求讓他加入。
異能：「刺天我」（スティンガー）
射程為10公尺的不可視的一擊。
Mad Hatter
日本排名第十位的玩家。
龍濤
中國排名第一位的玩家。中國黑道“石龍”的老大，王的哥哥。一隻眼睛上有一道傷疤。由於是貧民窟的孤兒，有著強烈的崛起慾望，藉由玩D-game來獲取金錢和權力。
為了刺殺阿要來到日本。在“與海賊王的決鬥”中，他以同陣營的一員並肩作戰，但以暗殺阿要為潛在目標，但作為戰俘被帶到異世界後，卻失去了暗殺的念頭。有著使用原來世界的先進技術，通過商業在另一個世界取得成功的野心。
異能：「虚無之王」（ヴォイドウォーカー）
對自己或他人擊發的發射物進行空間操作。龍濤曾經使用能力狙殺躲在防彈玻璃後的目標，也使用過能力將瞄準自己的攻擊轉移。

### 其他D-game玩家
京田浩之（聲：小林千晃（日本）；鈕凱暘（台灣））
阿要的朋友，因為跟阿要約好暑假要騎車旅行而參加D-game，並把其中的點數用來買了新機車。被新人殺手「熊貓君」追殺時，透過D-game向阿要求助，但最後等不到救援就被熊貓君殺死。在阿要回到過去後，差點被「熊貓君」殺死時被阿要所救。
動畫版: 為了保護在不知情的狀況下被「熊貓君」追殺的阿要而被砍了一刀，最後傷勢過重而死在停車場，死前在手機裡給阿要留下「活下去」的訊息。在阿要與柊一朗對戰後出現在阿要的夢境中，對把他捲入遊戲的事情道歉，並且鼓勵阿要繼續在遊戲中生存下去。
異能：名稱未知
在動畫版中是可以看見生物氣場（或熱量），屬感覺擴張系異能。
篠塚洋太（聲：落合福嗣（日本）；吳文民（台灣））
阿要的朋友，身材矮胖的青年，因為阿要與京田的影響也對機車十分有興趣。因為是阿要的好友而被ACE血盟盯上、綁架，還被王虐待砍斷了所有的手指，作為人質。之後在黃昏烏鴉與ACE的血盟戰中透過阿要的D-game邀請成了玩家，利用異能試圖反擊逃亡，最後不敵王的異能而被切碎身體死去。悽慘的死狀被王展示給阿要觀看後改變了阿要的心態，讓他捨棄了天真的念頭。
異能：名稱未知
疑似是念動力，能利用異能將綁在手腕上的繩索解開，一度將ACE的數名嘍囉強制浮空摔出去。
濱田（聲：廣瀨裕也（日本）；林谷珍（台灣））
動畫原創人物，阿要的朋友，取代了京田原有的戲份。動畫一開始被熊貓君追殺並向阿要傳送求救訊息，被熊貓君追上後雖然試圖抵抗但仍然被割破頸動脈，失血過多而死。
異能：名稱未知
能夠將美工刀的刀片射出去。
加藤（聲：竹本英史（日本）；陳彥鈞（台灣））
京田班上的老師，遊戲ID為「熊貓君」，身上總是穿著喜歡的棒球隊（pandemics）的吉祥物熊貓君的人偶裝，因為總是殺死新手而被稱為「新人殺手」。
喜歡酒店裡遇到的里香小姐，為了見她而花費大量金錢，最後因沒錢而開始玩達D-game賺錢，寄了遊戲邀請給不知情的人們並將他們殺死，其中也包括自己的學生京田。在電車上遇上還沒搞清楚狀況的阿要並且提出決鬥追殺他，卻在停車場的廁所中了阿要的陷阱被按在地上打，努力掙脫後再度隱形想要殺死他，卻被停車場的車子撞倒，被阿要制服，最後因為時間到了、分數較低而落敗，失去全部的點數而死。
動畫版改為因為工作過於煩悶而迷上了D-game的殺人快感的殺人魔。
異能：「隱形」
能讓自己連同身上的東西隱形化，屬光學操作系異能。
志藤茜（聲：古賀葵（日本）；錢欣郁（台灣））
「尋寶生存戰」時第一個出局的玩家，本來想解決ACE的王，反被其推下高樓摔死出局。後來在漫畫的單行本附錄小劇場中成為主要角色。
在阿要回到過去後，因王被混沌之鼠殺死而存活。
異能：名稱未知
能操縱高達4000℃的火焰，但不能距離引燃物太遠。
柊一朗（聲：子安武人（日本）；符爽（台灣））
綽號「花屋」的遊戲玩家。患有心臟病，有一個先天性心臟病的女兒，為了給女兒治病急需用錢而參加D-game。在「尋寶生存戰」時以自己的異能困住整棟高級飯店內的玩家並一一抓住、洗腦控制，為了對付阿要與鈴音還控制了隆二，但最後在阿要的計策下被迫與正面衝突後落敗，幾個人為了對抗「ACE」而結盟。但在ACE進攻飯店時，因不願放棄能兌換大量積分與現金的手環而拒絕鈴音的撤退建議，獨自留守酒店，最後不敵桂圭一與時雨的聯手而受到致命傷而死，死前選擇炸毀酒店與ACE血盟同歸於盡。雖然當時黃昏烏鴉不算正式成立但還是其中最早過世的成員。
在要穿越後仍然存活，在D-game的發佈會中迎擊混沌之鼠。
異能：「千紫萬紅」
控制任何植物在任何地點生長並藉由植物汲取的自然之力強化自身，作戰時候將植物作為鎧甲穿在身上。也能用植物製造麻藥將人洗腦控制。弱點是火系異能者，屬念動系異能中的「特定元素操縱」。
霄
龍濤的女性部下，在「與海賊王的決鬥」中救了大迫的命。
異能：「拂曉的海星」（スターフィッシュガール）
使肉體活性化，可以修復斷掉的手臂或修復斷裂的頸椎骨。曾將已經斷氣的大迫救活。

### D-game營運方
至道臨也（聲：松風雅也（日本）；林谷珍（台灣））
「Game Master（遊戲管理者）」，主使著D-game的男性。已知D-game並非由他所創造，而是他令其系統化、遊戲化。為了某個目的而將特定玩家，例如ACE血盟的王當作特別觀察對象，在王死後則將焦點轉移到打敗他的阿要身上。鈴音推測GM可能擁有操縱電波的異能，也是由此推廣D-game的。
已婚，妻子已亡故﹙被人型的混沌之鼠殺死﹚。
事實上GM存在於不同的世界線中，除了現代日本有一位GM以外（現代日本的GM把自己的世界稱為世界線N），未來世界已經毀滅的日本社會「日本邑」，以及異世界中的「世界線O」等其他異世界都各有一位GM，各自掌管D-game的運作，且明文規定上表明，各世界線的GM不能干涉其他世界線的D-game領域，但事實上GM可藉由接近世界線中能量最龐大的區域進行意識連結並進行溝通，甚至可以協助互相轉移玩家。能夠觀測200條以上的世界線。
目的是對抗來自未來世界線N把人類變作混沌之鼠，再利用混沌之鼠不斷入侵其他世界的GM，在阿要與「黃昏烏鴉」的成員匯合後，透過影片聯絡對方，舉辦「狩獵狼人」活動，借此讓阿要等人把潛伏在人群中的敵方GM殺死。
最後被人型的混沌之鼠殺死，臨終前把GM權限轉移予柏木鈴音。
在阿要回到過去後，避免了死亡的命運。也從阿要口中得知混沌之鼠的幕後黑手就是白金。其後把自身守護者的權限轉讓予要。
異能：「陽神光槍」（ゲイ・アッサル）
能夠操縱電磁波的異能。可以將電磁波收斂，作為定向能量武器燒毀人體。
夏洛·羅茲烏德
住在美國康乃狄克州的女性律師。FBI察覺到她在向D-game的GM提供情報而介入，但卻留下幻影和信息逃之夭夭。

### 混沌之鼠
來自未來世界線N的怪物，GM真正的敵人。
Emulator
能隨意改變各種樣貌，使用多種異能的混沌之鼠。
裝扮成人類的外貌入侵圈外村，並造成巨大的破壞，與阿要等人交戰並殺死了丹上。
除了被Emulator殺死的人以外，還能變成死於D-game中的「ACE的王」與還活著的「CERBERUS的一太」。
推測曾經在其他的時間線殺死D-game的玩家，並奪取異能。
異能：名稱未知
能夠奪取死者的樣貌、人格以及異能。
Witch
操縱飛行混沌之鼠的個體，極具統帥能力。
在要穿越後被白金以茂夫的安危威脅而被逼就範，其後與要交戰並故意被對方射殺，臨終前請求要救出茂夫。
異能：「命運觀測」（ラプラス）
能看見未來並找出應對方法。
Tower
巨漢模樣的混沌之鼠，如外表一樣具有怪力。
異能：「巨人之拳」（タイタンフォール）
能讓碰到的固體隨意變形，像是讓地面下沉或是長出尖刺。
Jitter
最上級的混沌之鼠，也是混沌之鼠最大的中繼點。稱茂夫為「王」，並對他忠心耿耿。
在要穿越後以老鼠形態穿越到過去。後來被白金以茂夫的安危威脅而被逼就範，負責前往D-game發佈會中奪取志道臨也的守護者權限，卻因臨也早已把守護者權限轉讓予要而失敗。
家入/白金教授
中年男性，是最近到阿要的高中任職的化學老師。患有臉盲症，無法識別他人的相貌。本作最終反派。
作為遊戲運營方的一員，他以顧問的身份建立了一個血盟「最兇進化同好會」，讓大迫通過“養殖新手”獲得積分。
為了躲避追查而消去了蹤跡，但之後出現在“與海賊王的決鬥”中，並讓茂夫殺死了大迫。
另一個身份是GM的合作者，是對“異能”進行實證研究的人。
實際上與混沌之鼠互相勾結，在要穿越後奪取了D-game的GM權限，其後欺騙Jitter把自己變成混沌之鼠，並以茂夫的安危威脅Jitter和Witch就範。由於缺乏實戰經驗最終被要斬殺，同時混沌之鼠的世界枝也被要所切除。

### 其他角色
由美
京田浩之的女友，在京田失蹤後拜訪了阿要的公寓尋找線索。
愛德華·利斯拉
美國中央情報局（CIA）的高級分析師。在撰寫一份關於黃昏烏鴉的報告時，被擔任GM處刑人的朧所滅口。
藤原孝介
日本的內閣總理大臣，在黃昏烏鴉與ACE的衝突過後，得知了有關D-game的情報。

## 名詞
達爾文遊戲
簡稱「D-game」，手機上的社群網路遊戲（實際上更接近另類實境遊戲），本作的劇情起源，是一款神秘的殺戮遊戲，開發者不明。
點擊收到參加訊息中的連結後會從螢幕中出現蛇咬中D-game的參加者，每位玩家的初始點數為30點。
遊戲內容是以奪取其他玩家的點數為主，每1點點數可以換取10萬日幣，而蒐集點數的同時自身的位階也會升階，升階時可解鎖各種機能，進行進化。
根據玩家所屬的位階，定期要支付一定的點數，且玩家的位階越高，每月可以獲得一定的點數配給。
位階分類從A到D級，而一個位階又分為4級，最高位階為A1，達到最高階級之需求點數為99999。
點數也可在遊戲中的商城進行課金購買事物之外，還能用來呼叫支援玩家前來協助戰鬥，但一次點數耗量為5點，也就是50萬日幣。
失去所有點數的情況下會GAME OVER，身體會類似被分解般消滅，而惡意公開此遊戲的存在，帳號就會被強制刪除，玩家也會直接死亡。實際上GAME OVER玩家死後會被轉送到無人的島嶼，屍體由GM親手火化。
不推薦在遊戲中使用非法手段，且危害到遊戲營運的話，營運方會派出屬於自方的玩家強行介入。但實際上營運方是默許玩家使用各種手段完成關卡的。
一旦參加遊戲後就無法退出，除非全數通關或殺死GM。
目前已知該遊戲在智慧型手機上即使沒有網路也能運作，推斷為營運商對於該遊戲程式進行了偽裝，實質上真正運作程式的因素，是GM使用了操縱電波的異能使程式運作。
異能
為D-game的另一大特點，進入該遊戲的每位玩家都能使用的超能力，於不同的世界有不同的說法，像是日本邑就將預知能力稱之為「識希流」、多目的能力則稱作「戰殼」，而鬼人族則稱之為「荒神力」等別稱。
異能的強度會依自身的心理層面與鍛練成正比，意念越強則發動的影響力越大；鍛練越久則異能的精度與熟練度越高，但要促成異能覺醒，極大因素就是心理上的覺悟。
異能本身有不同的使用限制，有距離、次數、身體情況、外在因素等限制，能力者若要將能力發揮得淋漓盡致，則要完全熟悉自己的異能；反之也能從熟悉對手的異能而找出破解之道，進而不讓對手太過了解自身的異能也是致勝重點，因此D-game不完全只有依賴異能的戰鬥，能力者本身的武術或戰略頭腦等也是戰鬥的關鍵資本。
異能不限於只有人類能使用，動物也能使用異能。
同系列異能也有等級之分，同系列對戰時，只有最高階異能會完全勝出。
異能本身也有分其種類，而種類中又細分各種特性，目前已知種類如下：
異能的系統：
- 念動系：以精神的力量直接影響物質世界的能力，比如念動力、物質變化、瞬間移動。
- 身體變化系：將自己的身體變化成另一種性質或形狀。
- 精神操作系：直接影響對象的精神，也有只會對人類和特定動物有效的能力。
- 感覺擴張系：擴展人的五感和第六感，也就是所謂的超感官知覺（ESP）。
- 化學鍊成系：精製特定的化學物質。

異能的級別：
異能的等級被分為四個階級。未必是越低階的異能就越弱，而是越高階在戰鬥中的優勢就越大。不過分級和名稱有可能是D-game的營運憑感覺決定的。
- 神話級：冠以神之名的強大能力，非常稀有（不到1%）。
- 王級：以包括國王、公主等貴族頭銜作為稱號，還有很多強大的念力類型（4%以下）。
- 超人級：由功能命名的類型，獨特的能力居多（20%以下）。
- 獸級：以動物命名，大多是身體變化系或感覺擴張系（75%）。

特權
於特殊活動中優勝時，營運方作為獎品給予玩家的特殊待遇。營運方會在能力範圍內實現玩家的任一願望，但藉由特權退出D-game的願望與遊戲的目標牴觸，不會被GM接受。
- 勝者全收：強制將任何比賽全面下注，贏家能奪走輸家的所有點數，輸家點數比贏家少的情況下會全滅，目前持有者為須藤要。
- 書商：事先能得知遊戲中的所有特殊活動之資訊，包含時間、地點、參與人數與其名單，並能隨時發送邀請函給特定對象，可選定一名玩家作為招待者進入特殊活動，目前持有者為「三位一體」血盟盟主緹蜜絲。
- 未知：漫畫與動畫版中的暗示片段，目前持有特權的人還有壇上、金平英明等人，但特權能力不明。

處刑人
遊戲中擔任營運商麾下的懲罰部隊，若有違反遊戲規定或有調查太過深入的一般人想公開資訊時，營運方就會派出處刑人對其滅口，處刑人本身不會成群結隊，都是單兵行動。
其異能不明，但都相當強大到技壓全場，既使與部分玩家有類似能力，但級別卻是天壤之別。
混沌之鼠
來自未來世界線N的入侵者，GM真正的敵人。有各式各樣的類型，後期甚至出現人類型。據第一代的世界管理者所言，混沌之鼠其實是以「強酸融解」、「同化」、具有擴散功能的「旋渦」三種異能複合下而偶然誕生的產物。最終由於其所在的世界枝被要所切除而徹底滅絕。
- 混沌之鼠S：體型較小，外表像是熊或狼獾，兇猛而肉食，會攻擊和捕食人類，並且足夠堅韌能承受裝甲車的衝撞。
- 混沌之鼠LL：外表為單眼的猛獁象，除了巨大的身體外，還會通過從鼻子噴出強酸來溶解人類。會被混沌之鼠S召喚。
- 混沌之鼠偵察型：看起來像一隻巨大的蜻蜓，當看到目標時，會識別座標並轉移其他混沌之鼠。
- 混沌之鼠犬型：犬型的混沌之鼠，速度很快且動作敏捷。
- 混沌之鼠M：巨猿外型的混沌之鼠，具有一定的智慧，能指揮其他混沌之鼠行動。
- 混沌之鼠D：具有變成捕食的人類的能力，能夠融入人類群體，並引發爭鬥和事故。
- 混沌之鼠 上級分體：人型，且能夠使用異能的個體。

## 出版書籍
漫畫
| 卷數 | 秋田書店      | 秋田書店               | 青文出版社     | 青文出版社             |
| 卷數 | 發售日期      | ISBN                   | 發售日期       | ISBN/EAN               |
| ---- | ------------- | ---------------------- | -------------- | ---------------------- |
| 1    | 2013年6月7日  | ISBN 978-4-253-22188-7 | 2014年5月25日  | ISBN 978-986-310-959-4 |
| 2    | 2013年10月8日 | ISBN 978-4-253-22189-4 | 2014年10月4日  | EAN 471-8016-01031-4   |
| 3    | 2014年2月7日  | ISBN 978-4-253-22190-0 | 2015年2月14日  | EAN 471-8016-01167-0   |
| 4    | 2014年7月8日  | ISBN 978-4-253-22191-7 | 2015年5月21日  | EAN 471-8016-01287-5   |
| 5    | 2014年11月7日 | ISBN 978-4-253-22192-4 | 2015年9月16日  | EAN 471-8016-01438-1   |
| 6    | 2015年3月6日  | ISBN 978-4-253-22193-1 | 2016年1月16日  | EAN 471-8016-01635-4   |
| 7    | 2015年6月7日  | ISBN 978-4-253-22194-8 | 2016年3月17日  | EAN 471-8016-01672-9   |
| 8    | 2015年12月8日 | ISBN 978-4-253-22195-5 | 2016年6月20日  | EAN 471-8016-01844-0   |
| 9    | 2016年5月6日  | ISBN 978-4-253-22196-2 | 2017年5月18日  | EAN 471-8016-02249-2   |
| 10   | 2016年10月7日 | ISBN 978-4-253-22197-9 | 2019年7月22日  | ISBN 978-986-356-984-8 |
| 11   | 2017年1月6日  | ISBN 978-4-253-22198-6 | 2019年11月18日 | ISBN 978-986-512-136-5 |
| 12   | 2017年5月8日  | ISBN 978-4-253-22199-3 | 2020年1月16日  | ISBN 978-986-512-202-7 |
| 13   | 2017年10月6日 | ISBN 978-4-253-22200-6 | 2020年4月22日  | ISBN 978-986-512-317-8 |
| 14   | 2018年3月8日  | ISBN 978-4-253-22207-5 | 2020年7月15日  | ISBN 978-986-512-429-8 |
| 15   | 2018年8月8日  | ISBN 978-4-253-22212-9 | 2020年10月15日 | ISBN 978-986-512-545-5 |
| 16   | 2018年11月8日 | ISBN 978-4-253-22215-0 | 2021年1月7日   | ISBN 978-986-512-643-8 |
| 17   | 2019年3月8日  | ISBN 978-4-253-22217-4 | 2021年3月11日  | ISBN 978-986-512-858-6 |
| 18   | 2019年7月8日  | ISBN 978-4-253-22218-1 | 2021年11月3日  | ISBN 978-626-303-703-8 |
| 19   | 2019年12月6日 | ISBN 978-4-253-22219-8 | 2022年4月25日  | ISBN 978-626-322-217-5 |
| 20   | 2020年3月6日  | ISBN 978-4-253-22220-4 | 2022年7月27日  | ISBN 978-626-322-770-5 |
| 21   | 2020年8月6日  | ISBN 978-4-253-22227-3 | 2023年1月5日   | ISBN 978-626-340-213-3 |
| 22   | 2020年12月8日 | ISBN 978-4-253-22230-3 | 2023年2月22日  | ISBN 978-626-340-535-6 |
| 23   | 2021年5月7日  | ISBN 978-4-253-22318-8 | 2023年5月15日  | ISBN 978-626-340-951-4 |
| 24   | 2021年9月8日  | ISBN 978-4-253-22319-5 | 2023年8月30日  | ISBN 978-626-362-332-3 |
| 25   | 2022年1月7日  | ISBN 978-4-253-22320-1 | 2024年3月7日   | ISBN 978-626-383-388-3 |
| 26   | 2022年6月8日  | ISBN 978-4-253-28211-6 | 2024年8月29日  | ISBN 978-626-399-369-3 |
| 27   | 2022年12月8日 | ISBN 978-4-253-28212-3 | 2025年2月26日  | ISBN 978-626-422-196-2 |
| 28   | 2023年6月8日  | ISBN 978-4-253-28213-0 | 2025年3月12日  | ISBN 978-626-422-217-4 |
| 29   | 2023年9月7日  | ISBN 978-4-253-28214-7 | 2025年5月14日  | ISBN 978-626-422-438-3 |
| 30   | 2024年1月5日  | ISBN 978-4-253-28215-4 | 2025年5月14日  | ISBN 978-626-422-490-1 |

小說 達爾文遊戲~旗幟遊戲~
| 卷數 | 秋田書店      | 秋田書店               |
| 卷數 | 發售日期      | ISBN                   |
| ---- | ------------- | ---------------------- |
| 1    | 2020年12月8日 | ISBN 978-4-253-10796-9 |

## 電視動畫
2018年11月宣布電視動畫化。2020年1月在東京都會電視台開播。台灣中文配音版本由東森電影台於2021年5月1日至5月15日共分為三週播映。

### 製作人員
- 原作：FLIPFLOPs（秋田書店）
- 監督：德本善信
- 系列構成、編劇：深山秀（FLIPFLOPs）
- 人物設計：中西和也
- 道具設計、槍械設計：北原大地
- 美術監督：竹内圭
- 色彩設計：廣岡岳
- 3DCG監督：池田晉治
- 攝影監督：伊藤康行
- 音響監督：明田川仁
- 編輯：坪根健太郎（日语：坪根健太郎）
- 動畫製作人：中村浩士
- 音樂：末廣健一郎
- 音響製作：マジックカプセル（日语：マジックカプセル）
- 動畫製作：Nexus
- 製作：達爾文遊戲製作委員會

### 主題曲
片頭曲
「CHAIN」
作詞：ASCA、重永亮介，作曲、編曲：重永亮介，主唱：ASCA
第1話為片尾插入。
第11話作片尾曲使用。
片尾曲
「Alive」（第2 - 10話）
作詞：A-NOTE，作曲：A-NOTE、S-TONE，編曲：青葉紘季、大山聖福，主唱：綾野真白
第11話作插入曲使用。

### 各話列表
| 話數    | 日文標題 | 中文標題 | 劇本                | 分鏡                | 演出                | 作畫監督                               | 總作畫監督          |
| ------- | -------- | -------- | ------------------- | ------------------- | ------------------- | -------------------------------------- | ------------------- |
| 第1話   |          | 初戰     | 深山秀              | 德本善信            | 德本善信            | 中西和也                               | 中西和也            |
| 第2話   |          | 澀谷     | 深山秀              | 高島大輔            | 高島大輔            | 野田康行                               | 野田康行            |
| 第3話   |          | 導火線   | 深山秀              | 明珍宇作            | 明珍宇作            | 北原大地                               | 中西和也            |
| 第4話   |          | 火花     | 深山秀              | 中西和也            | 德本善信 高島大輔   |                                        | 中西和也            |
| 第4.5話 |          | 記憶     | （第1 - 4話總集篇） | （第1 - 4話總集篇） | （第1 - 4話總集篇） | （第1 - 4話總集篇）                    | （第1 - 4話總集篇） |
| 第5話   |          | 水葬     | 深山秀              | 高島大輔            | 高島大輔            | 明珍宇作、北原大地 野田康行            | 中西和也            |
| 第6話   |          | 金剛     | 深山秀              | 明珍宇作            | 明珍宇作            | 石原直也、明珍宇作 北原大地、 野田康行 | 中西和也            |
| 第7話   |          | 壓碎     | 深山秀              | 中西和也            | 高島大輔            | 中西和也、 野田康行、明珍宇作 北原大地 | 中西和也            |
| 第8話   |          | 平穩     | 深山秀              | 高島大輔            | 川村英明            | 中西和也、 野田康行、明珍宇作 北原大地 | 中西和也            |
| 第9話   |          | 決鬥     | 深山秀              | 德本善信            | 德本善信            | 北原大地、明珍宇作 野田康行、          | 中西和也            |
| 第10話  |          | 舊王     | 深山秀              | 明珍宇作            | 高島大輔            | 明珍宇作、北原大地 野田康行、          | 中西和也            |
| 第11話  |          | 血盟     | 深山秀              | 高島大輔            | 德本善信 高島大輔   | 明珍宇作、北原大地 野田康行、          | 中西和也            |

### 藍光與DVD
| 卷數 | 發售日期      | 收錄話數       | 規格編號      | 規格編號      |
| 卷數 | 發售日期      | 收錄話數       | BD限定版      | DVD限定版     |
| ---- | ------------- | -------------- | ------------- | ------------- |
| 1    | 2020年3月25日 | 第1話          | ANZX-14941/2  | ANZB-14941/2  |
| 2    | 2020年5月27日 | 第2話、第3話   | ANZX-14943/4  | ANZB-14943/4  |
| 3    | 2020年6月24日 | 第4話、第5話   | ANZX-14945/6  | ANZB-14945/6  |
| 4    | 2020年7月29日 | 第6話、第7話   | ANZX-14947/8  | ANZB-14947/8  |
| 5    | 2020年8月26日 | 第8話、第9話   | ANZX-14949/50 | ANZB-14949/50 |
| 6    | 2020年9月30日 | 第10話、第11話 | ANZX-14951/2  | ANZB-14951/2  |

## 外部連結
- 達爾文遊戲 秋田書店出版一覽 （页面存档备份，存于）（日語）
- 電視動畫《達爾文遊戲》動畫版官網 （页面存档备份，存于）（日語）
- 電視動畫《達爾文遊戲》官方的X（前Twitter）（日語）